# 鸟头叶豇豆
鸟头叶豇豆（学名：Vigna aconitifolius）为豆科豇豆屬下的一个种。

## 扩展阅读
- 維基物種上的相關：鸟头叶豇豆